# Stęszów (Basse-Silésie)
Pour les articles homonymes, voir Stęszów.
Stęszów est une localité polonaise de la gmina et du powiat de Wołów en voïvodie de Basse-Silésie.